# Prostomis atkinsoni
Prostomis atkinsoni is een keversoort uit de familie Prostomidae. De wetenschappelijke naam van de soort werd in 1877 gepubliceerd door Charles Owen Waterhouse.